# Rebecca Bailey
Pour les articles homonymes, voir Bailey.
Rebecca Bailey, née le 3 septembre 1974 à Christchurch, est une coureuse cycliste néo-zélandaise.

## Palmarès sur route
- 1993
  -  Championne de Nouvelle-Zélande sur route
  - 3e étape de Thüringen Rundfahrt
  - Japan Cup
  - 22e de la course en ligne des championnats du monde sur route
- 1994
  -  Championne de Nouvelle-Zélande sur route
  - Rothmans Classic
  - 5e, 6e et 8e étapes de Rothmans Classic
  - 3e étape de Tour de Feminin - O cenu Ceskeho Svycarska
  - 2e du Tour de Feminin - O cenu Ceskeho Svycarska
  - 2e du Ronde van Leimental
- 1995
  - Grand Prix Cham-Hagendorn
  - Rothmans Classic
  - 6e étape de Rothmans Classic
  - 5e étape de Tour de l'Aude féminin
  - 5e étape de Women's Challenge
  - 11e de la course en ligne des championnats du monde sur route
  - 12e du contre-la-montre des championnats du monde sur route
- 1996
  - 3e du Grand Prix Cham-Hagendorn
  - 22e du contre-la-montre des Jeux olympiques d'été de 1996
  - 33e de la course en ligne des Jeux olympiques d'été de 1996